# Rodenhoff
Ne doit pas être confondu avec Roudenhaff.
Rodenhoff (Roudenhaff en luxembourgeois) est un village de la commune belge d’Attert située en Région wallonne dans la province de Luxembourg. Avant la fusion des communes de 1977, il faisait partie de la commune de Nothomb.
Il est traversé par la route nationale 4.